# 记忆之家
记忆之家（Maison des Mémoires）又名若埃·布斯凯之家（Maison Joë Bousquet），是法国奥克西塔尼大区卡尔卡松的一个博物馆和公共文化场所，位于凡尔登街（rue de Verdun）53号。
从1924年到去世，超现实主义诗人若埃·布斯凯（Joë Bousquet，1897-1950）一直在这座被称为“百叶窗之家”的16世纪建筑中。在这里，他接待了许多20世纪上半叶的艺术界人士和知识分子。
1995年，记忆之家对公众开放。2011年挂牌“名人故居”。